# Метод (телесериал)
«Ме́тод» — российский телесериал в жанре детективно-психологического триллера от продюсерской компании Sreda. Главные роли исполняют Константин Хабенский и Паулина Андреева.
Производственный закрытый показ первых двух серий для представителей прессы и кинобизнеса состоялся 21 сентября 2015 года в московском кинотеатре «Пионер», где генеральный директор «Первого канала» и один из продюсеров сериала Константин Эрнст принял решение о продлении сериала на второй сезон.
Премьера первого сезона состоялась на «Первом канале» 18 октября 2015 года. Серии первого сезона выходили в эфир по воскресеньям в 23:00.
Премьера второго сезона сериала была запланирована в ноябре 2019 года, однако была отложена на год и состоялась 8 ноября 2020 года в 22:00 (остальные серии транслировались по 1 серии в неделю, по воскресеньям с 23:10). Заключительная серия второго сезона вышла в эфир 28 марта 2021 года.
15 сентября 2023 года сериал был официально продлён онлайн-кинотеатром «Кинопоиск» на третий сезон, предполагаемая дата премьеры - осень 2025 года .

## Сюжет
Родион Меглин (Константин Хабенский) — загадочная и неординарная личность. Он — следователь высочайшего уровня, который раскрывает самые сложные убийства. Он привык работать в одиночку, не раскрывая секреты своего метода. Он всегда находит и ловит убийц, нередко казня их прямо при задержании.
Выпускница юрфака Есения Стеклова (Паулина Андреева) получает направление в отдел Следственного Комитета, в котором служит Меглин, и становится его стажёром. У Есении есть личные мотивы для работы с Меглиным — мать Есении убили при загадочных обстоятельствах, а отец скрывает важные детали произошедшего, но она не оставляет надежды выйти на след убийцы. Работа с Меглиным становится для Есении тяжёлым испытанием.

## В ролях

### Первый сезон
- Константин Хабенский — Родион Николаевич / Викторович Меглин, следователь
- Паулина Андреева — Есения Андреевна (Есеня) Стеклова, стажёр и возлюбленная Меглина
- Диана Гиль — Есения Андреевна (Есеня) Стеклова, в детстве
- Алексей Серебряков — Алексей Николаевич Ануфриев (маньяк «Стрелок»)
- Александр Цекало — Владимир (маньяк «Праздничный убийца»)
- Виталий Кищенко — Андрей Сергеевич Стеклов, отец Есении, старший советник юстиции, в прошлом — друг Меглина
- Тимофей Трибунцев — Николай (маньяк-пироман «Пиночет»)
- Юрий Колокольников — Михаэль Птаха, тенор
- Виктор Цекало — Геннадий Абрамович Штих, банкир, попечитель оперного театра
- Сергей Сосновский — Вадим Михайлович Бергич, психиатр
- Александр Петров — Евгений Владимирович Осмысловский, однокурсник и любовник Есении, сын генерала
- Макар Запорожский — Александр Тихонов, однокурсник Есении
- Олег Васильков — «Глухой», помощник Меглина
- Кирилл Полухин — Егор Александрович Быков («Седой»), детектив
- Юрий Быков — «Худой», детектив
- Игорь Савочкин — Вячеслав (похититель девушек «Дачник»)
- Евгения Симонова — Софья Зиновьевна, учительница
- Александр Чередник — Анатолий Валерьянович Головко (маньяк-детоубийца «Турист»), учитель
- Ян Цапник — Георгий Андриевич (маньяк «Таксист»), таксист
- Иван Добронравов — Павел Толмачёв
- Владислав Ветров — Сергей Леонидович Цветков (маньяк «Вешатель»), декан факультета семейных отношений
- Алексей Комашко — Григорий Белых (маньяк «Липецкий душитель»), полицейский
- Павел Басов — Владимир Стриженов (маньяк «Паркурщик»), паркурщик
- Яна Енжаева — Юлия/Алиса, сёстры-близнецы
- Глеб Подгородинский — Роман Иванович Григорьев в молодости
- Вера Панфилова — Анна Свиридова
- Сергей Белов — Иван Свиридов
- Никита Кукушкин — Фёдор Сергеевич Яшин (маньяк «Субботник»)
- Роман Смирнов — Никита
- Сергей Романович — Игорь Иванов, паркурщик
- Екатерина Дубакина — Анна Петровна Захарова, подруга Есении, жертва маньяка
- Зоя Кайдановская — Ирина Игнатович
- Михаил Самохвалов — Стриженов, отец паркурщика
- Сергей Беляев — опер
- Александр Сергеев — Василий Грач (маньяк «Врач»), врач
- Марина Правкина — Вера Вячеславовна Стеклова, мать Есении
- Юлия Ауг — Юлия, мэр города Михайловска
- Владимир Чуприков — начальник ОВД
- Олег Зима — Максим Олегович Огнарёв, следователь
- Денис Шведов — Игорь Бойко
- Евгений Волоцкий — Юрий Борисов, опер
- Илья Исаев — Валерий, охранник
- Алексей Эйбоженко — адвокат Бойко
- Виктория Верберг — мама Цветкова
- Карина Зверева — Наталья, голая модель
- Вячеслав Кулаков — Лазарев
- Максим Костромыкин — Георгий Андриевич в молодости
- Маргарита Шилова — свидетельница
- Тамара Спиричева — мать Геннадия
- Евгений Кулаков — Комаров
- Михаил Тройник — Андрей Валентинович Букреинов, сын следователя
- Григорий Багров — менеджер
- Артём Быстров — Сергей Мокрушин, лейтенант полиции в Липецке
- Михаил Солодко — Рубель, убийца
- Сергей Бызгу — Вадим, директор Владимирского оперного театра
- Иван Гордиенко — майор Роман Иванович Григорьев
- Павел Сборщиков — охотник
- Анжела Белянская — жертва Птахи
- Ольга Виниченко — задушенная девушка
- Максим Артамонов — конвоир
- Михаил Гуро — Виталий
- Татьяна Смирнова — мать Виталия

### Второй сезон
- Константин Хабенский — Родион Николаевич / Викторович Меглин, детектив
- Паулина Андреева — Есения Андреевна (Есеня) Стеклова, жена Евгения Осмысловского
- Александр Петров — Евгений Владимирович Осмысловский, младший советник юстиции (майор юстиции), муж Есении, сын генерала
- Егор Корешков — Игорь Самарин, психолог в Следственном комитете
- Виталий Кищенко — Андрей Сергеевич Стеклов, отец Есении, старший советник юстиции (полковник юстиции), в прошлом — друг Меглина
- Сергей Сосновский — Вадим Михайлович Бергич, психиатр
- Кирилл Полухин — Егор Александрович Быков («Седой»), детектив, старший советник юстиции (полковник юстиции) Следственного комитета
- Евгения Симонова — Софья Зиновьевна, учительница
- Макар Запорожский — Александр Тихонов, коллега Есении в Следственном комитете
- Сергей Лобанов — Сергей Антонович, судмедэксперт
- Светлана Устинова — Екатерина Суворова (маньяк «Свадебный стрелок»)
- Даниил Воробьёв — Сергей Верещагин (маньяк «Алфавитный убийца»)
- Роман Маякин — Андрей Михайлович Пасюк (маньяк «Леший»)
- Юлия Хлынина — Лариса Фёдоровна Карякина (Ляля), бывшая наркоманка, проститутка
- Александр Наумов — Фёдор Анатольевич Карякин, бывший начальник милиции в Аркадьевске, отец Ляли
- Никита Тарасов — Вячеслав Петрович Малявин (маньяк «Кукольник»)
- Сергей Гармаш — Иван Григорьевич Ивашёв, сторож на кладбище, давний знакомый Меглина
- Артур Сопельник — Вадим Георгиевич Чистяков, тренер по самообороне
- Елена Николаева — Надежда
- Павел Чинарёв — Максим Соколов, актёр театра
- Вильма Кутавичюте — Зоря, актриса театра
- Сергей Епишев — Геннадий
- Владимир Майсурадзе — Михаил Артёмович («Чингачгук»), маньяк, снимающий скальп со своих жертв
- Ян Цапник — Георгий Андриевич (маньяк «Таксист»), таксист
- Марта Тимофеева — Тася, дочь Дёминой
- Елена Березнова — Дина Дёмина, жертва Сергея
- Александр Обласов — Вячеслав Дёмин, подозреваемый в убийстве собственной сестры
- Анжелика Вольская — Анжела Михайловна Пасюк, мать Андрея
- Сергей Видинеев — Михаил Пасюк, бизнесмен в Аркадьевске, отец Андрея
- Евгений Сафронов — Нестеров, начальник полиции в Юрьевске
- Юлия Франц — Татьяна, бывшая любовница Евгения
- Игорь Бровин — Зуев, начальник отделения полиции во Владимире
- Иван Гришанов — директор школы во Владимире
- Наталья Земцова — подставная девушка
- Глеб Подгородинский — Роман Иванович Григорьев в молодости
- Иван Гордиенко — майор Роман Иванович Григорьев
- Олег Жуков — Полевой
- Александр Цекало — Владимир (маньяк «Праздничный убийца»)
- Татьяна Смирнова — мать Виталия
- Михаил Гуро — Виталий
- Михаил Солодко — Рубель, убийца

## Список серий

### Сезон 1
Серии разделены на «сеансы». В начале каждой серии Константин Хабенский (Родион Меглин) говорит некоторую фразу — эпиграф серии, связанный с её сюжетом.
Сеанс первый (18 октября 2015)
| № | Цитата |
| --- | --- |
| 1серия | «Вы говорите: «всю мою сознательную жизнь». Но это неправда. Говорите лучше — всю мою бессознательную жизнь» |
| 2015 год. Выпускники юридического факультета, среди которых Есения Стеклова, дочь полковника Стеклова, проводят выпускной в клубе, развлекаясь и отдыхая. На вечере происходит убийство — подруга Есении Аня погибает от удушья, вызванного хитрым механизмом, спрятанным в колье, которое ей вручил незнакомец около клуба под предлогом того, что его любимая отказалась взять, а выбрасывать жалко. Прибывший на место преступления следователь Родион Меглин находит убийцу буквально за несколько минут — им оказывается тот самый незнакомец, стоявший в толпе выпускников и наблюдавший за мучениями Ани. Однокурсник Есении рассказывает ей о Меглине и его невероятных успехах в работе. Пытающаяся найти убийцу своей матери Есения идёт к нему в стажёры, несмотря на сопротивление отца, который предлагает ей работу в прокуратуре Петербурга. Тем временем в Липецке некто душит девушку шнурком на автобусной остановке. | |
| 2серия | «Если проиграл бой демонам, прежде чем умереть, помоги — нам»                                                |
| Есения день за днём изучает дела, которые вёл Меглин, но не находит объяснения, почему его раскрываемость достигает 80%. Саму Есению Меглин игнорирует. Когда терпение Есении уже находится на пределе, Меглин неожиданно берёт её с собой в Липецк, чтобы расследовать дело о «Липецком душителе», дерзко убившем десять девушек. | |

Сеанс второй (25 октября 2015)
| № серии | Цитата                                       |
| --- | -------------------------------------------- |
| 3серия | «Если идёшь по следам убийцы, ты уже отстал» |
| После событий в Липецке Есения решает прервать стажировку у Меглина. В столе отца она находит документы, связанные со смертью матери, но не успевает изучить их: Меглин просит Есению помочь ему в новом расследовании, после чего обещает отпустить её. В ходе расследования она начинает постигать его метод работы, а также знакомится с его знакомыми, которые оказываются ещё более странными людьми. |                                              |
| 4серия | «День даёт человеку пищу, ночь — голод»      |
| Меглин хочет проверить профессиональное чутьё Есении и доверяет ей выбор нового дела. Они приезжают в Михайловск, где время от времени пропадают мальчики из неблагополучных семей, которые были членами местного туристического клуба «Романтик». Есении кажется, что она прошла проверку у Меглина, но во время задержания убийцы он грубо выгоняет её.                                                  |                                              |

Сеанс третий (1 ноября 2015)
| № серии | Цитата                                                                   |
| --- | ------------------------------------------------------------------------ |
| 5серия | «Твой дом — твоя крепость. А зачем тебе крепость? Кто на тебя нападает?» |
| В Троицке из старого «Люгера» убивают родителей, чьи дети занимаются спортом. Рядом с трупами преступник оставляет призовые кубки. Меглин вынуждает Есению в одиночку задержать преступника, подвергая её жизнь опасности. Чтобы завоевать расположение Есении, влюблённый в неё однокурсник Саша решает найти заказчика убийства на выпускном. Благодаря Меглину Есения получает результаты баллистической экспертизы из дела её матери: он принадлежал сослуживцу отца Есении. Однако отец говорит, что не знает этого человека.                                                                       |                                                                          |
| 6серия | «У самой границы дорога всегда становится шире»                          |
| Меглин и Есения изучают материалы нового дела: три обнажённые девушки повешены с табличкой «partisan» на груди, а в их крови обнаружен скополамин — «сыворотка правды», причём патологоанатом заявляет, что он получен из производящего его растения — индийского дурмана. Для установления личности преступника Меглин проводит в университете, где учились погибшие, смелый эксперимент, однако затем у него происходит приступ, и Есении самой приходится вычислять убийцу. Меглин устраивает Есении встречу с владельцем оружия, из которого была убита её мать. Однако та заканчивается трагически. |                                                                          |

Сеанс четвёртый (8 ноября 2015)
| № серии | Цитата                                                                                      |
| --- | ------------------------------------------------------------------------------------------- |
| 7серия | «Нарушителей правил сначала называют преступниками. Потом — психами. И, наконец, пророками» |
| В Малодементьевске появляется «народный чистильщик» под ником «Субботник»: он выставляет на голосование кандидатуры людей, чьи действия, по его мнению, заслуживают кары, а затем выкладывает в сеть видео их показательных убийств. Из всех его жертв в живых остался только участковый милиционер, которого спас его сын, однако тот парализован на всю жизнь. Расследование выводит Меглина и Есению на банду местных неонацистов. |                                                                                             |
| 8серия | «Обманутая верность ищет одного: разрушения»                                                |
| У станции Моховые горы найдено 9 девушек, зарезанных в поле с цветами в руках. Местная полиция, считающая, что убийца — один из местных «бомбил», уже 3 месяца пытается поймать его на подставных девушек, но все попытки оканчиваются провалом, поэтому в город вызван Меглин. Вскоре убийца совершает новое нападение, однако его жертва остаётся жива — бежавшие мимо дети спугнули маньяка. Она даёт его описание, после чего фоторобот с составленным Меглиным текстом вывешивают по всему городу. Саша находит пожилого часовщика, который часто общался с «Праздничным убийцей». Тот утверждает, что к его другу часто заходил некий молодой человек, долго разговаривавший с «Праздничным» «о жизни», и соглашается помочь составить его описание. Есения снова донимает Меглина расспросами и получает доступ к его картотеке, вызывающей ещё больше вопросов. Отец Есении приказывает Меглину выгнать дочь со стажировки, но тот отказывается. |                                                                                             |

Сеанс пятый (15 ноября 2015)
| № серии | Цитата                                                              |
| --- | ------------------------------------------------------------------- |
| 9серия | «Ни один ребёнок ещё не погиб от объятия матери»                    |
| Меглин и Есения изучают странную связь убийств пожилых женщин и маленьких девочек. Отец Есении начинает внутреннее расследование действий Меглина и предупреждает его, что дело, которое он сейчас ведёт — последнее. Саша приходит к часовщику сделать фоторобот подозрительного приятеля «Праздничного убийцы» и узнаёт, что старый мастер пропал. |                                                                     |
| 10серия | «По ночам деревья спрашивают друг друга: как они живут без корней?» |
| Есения оказывается в психиатрической клинике Бергича, одного из наставников Меглина — она ждёт убийцу, оставляющего около своих жертв искусно связанных куколок и являющегося, по мнению Родиона, психически больным человеком, который рано или поздно придёт в клинику, невзирая на то, что «если он в эти ворота зайдёт, то с такой историей болезни уже обратно не выйдет». Наблюдая за жизнью пациентов и пытаясь понять Меглина, Есения неожиданно видит Ольгу Берестову: эта женщина фигурировала в картотеке Меглина и как-то связана со смертью матери Есении. |                                                                     |

Сеанс шестой (22 ноября 2015)
| № серии | Цитата                                                                                        |
| --- | --------------------------------------------------------------------------------------------- |
| 11серия | «Убийство — как роды. Я — отец и мать. Я открываю людям дверь в другой мир. Дарю новую жизнь» |
| Подросток убивает своих родителей и устраивает расстрел в классе. После задержания он отказывается говорить с кем-либо, кроме Меглина. Убийца передаёт послание «школьного стрелка» и заканчивает его словами «ты меня не поймаешь» — то же самое Меглину сказал на вечеринке «Праздничный убийца». Подростка отправляют в клинику Бергича, а Меглину и Есении предстоит понять, кто будет следующей жертвой «Стрелка». Показывается детство и юношество Меглина, начало его работы, его «метода». |                                                                                               |

Сеанс седьмой (29 ноября 2015)
| № серии | Цитата                                        |
| --- | --------------------------------------------- |
| 12серия | «Месть сделала ночи длиннее, а ножи — короче» |
| Оперный театр во Владимире взбудоражен исчезновением нескольких человек из попечительского совета театра. Все они в той или иной мере могли мешать главному покровителю театра, банкиру-меценату Штиху. Выясняется, что «оперная история» уходит корнями в прошлое 20-летней давности. |                                               |

Сеанс восьмой (6 декабря 2015)
| № серии | Цитата                                             |
| --- | -------------------------------------------------- |
| 13серия | «Все животные — стайные. У одиночек стая — внутри» |
| Свой день рождения Есения проводит на работе с Меглиным. Участились случаи убийств девушек модельной внешности — 5 жертв за короткое время. Она приглашает его на свой день рождения, но он отвечает отказом, мотивируя это взаимной нелюбовью к людям. Однако после разговора с Бергичем он неожиданно для всех приходит на праздник и в тот же вечер между Меглиным и Есенией происходит интимная близость. На кладбище у могилы матери Есения, уставшая от нежелания отца рассказать ей правду о смерти матери и недовольства от того, что она работает с Меглиным, рвёт с ним все отношения. Отправившись на новое место преступления, она рассказывает о произошедшем в манере Меглина — тот понимает, что Есения переняла его метод, и проводит операцию по задержанию преступника. |                                                    |

Сеанс девятый (13 декабря 2015)
| № серии | Цитата                                                    |
| --- | --------------------------------------------------------- |
| 14серия | «Кто говорит мне, что любую истину надо проверять огнём?» |
| Картотека Меглина помогает выявить общий признак новой «серии»: показательно казнены несколько преступников-психопатов. Невидимый подстрекатель готов остановиться, но ставит Меглину невыполнимое условие. Берестова рассказывает о своём прошлом. |                                                           |

Сеанс десятый (20 декабря 2015)
| № | Цитата                                                                 |
| --- | ---------------------------------------------------------------------- |
| 15серия | «Думаешь, я монстр? Такой же человек, как ты. Просто осмелился»        |
| Меглин случайно узнаёт о переводе из тюрьмы в клинику Бергича фигуранта своего давнего дела — опасного психопата Ануфриева. Ануфриев бежит из тюрьмы, приходит к Меглину и рассказывает свою философию: по его мнению, люди уже мертвы, а он пришел их помянуть. Поэтому он сначала убил 9 человек, затем убьёт 40, а потом 365 (по времени поминок после смерти). В ходе завязавшейся драки Есения получает легкое ранение, но Меглин задерживает Ануфриева и передаёт его в руки полиции, однако тому вновь удается бежать… |                                                                        |
| 16серия | «Судья — у дверей. Соборное Послание Апостола Иакова, глава 5, стих 9» |
| Ануфриев осуществляет вторую часть своего плана, убив 40 человек, причём последних он убивает в нижегородском детдоме, где вырос Меглин. Во время транспортировки Ануфриева в Москву Меглин и Есения похищают его, так как Меглин понимает, что в случае побега маньяка тот убьёт 365 человек. Меглин заживо хоронит Ануфриева в могиле рядом с детдомом (не желающий умирать маньяк признаётся, что его освободил отец Есении, чтобы остановить Родиона), после чего теряет сознание. Перед этим он рассказывает Есении, что её мать имела психическое расстройство и также стала убийцей. Она просила мужа остановить её, но тот не смог, и это сделал Меглин, застрелив её. Есения помогает Меглину, превратившемуся в «овощ», покончить с собой. Следователи делают ей предложение заменить Меглина в поисках убийц. Есения отказывается, однако позже получает звонок от серийного убийцы, который спрашивает, каково ей теперь одной, и она снова принимается за расследование. |                                                                        |

### Сезон 2
Сеанс одиннадцатый (8 ноября 2020)
| № серии | Цитата                                                                      |
| --- | --------------------------------------------------------------------------- |
| 1серия | «Если последствия твоей ошибки можно исправить, значит, это была не ошибка» |
| После смерти Меглина Есеня уходит с работы, теперь она самая обычная женщина — жена и мать. Однако, спустя год, новое дело возвращает её к расследованиям. В городе появляется снайпер, который убивает женихов на свадьбе. В самый разгар веселья очередному новобрачному поступает звонок с неизвестного номера: мужской голос сетует на несправедливость жизни и настоятельно рекомендует «поделиться своим счастьем», после чего жених получает смертельную пулю. Чтобы найти убийцу, Есене необходим метод. Чтобы найти метод, ей следует воскресить в памяти всё то, чему её учил Меглин. Есене предлагают полностью его заменить. |                                                                             |
| № серии | Цитата                                                                      |
| 2серия | «-»                                                                         |
| Чудесным образом спасшийся Меглин, ведет себя не адекватно, но не утратил навыков. Он помогает Есене закончить расследование убийств женихов. Вопреки доводам Бергича и коллег, Есения забирает Меглина из больницы, для дальнейшей помощи следствию. При попытке задержать преступника, погибает бывший однокурсник Есении Александр Тихонов. Есеня получает звонок от - «Ты меня не поймаешь». |                                                                             |

Сеанс двенадцатый (15 ноября 2020)
| № серии | Цитата                              |
| --- | ----------------------------------- |
| 3серия | «Было бы сердце, а печали найдутся» |
| Молодая женщина убита в своей квартире с особой жестокостью. Убийца затеял своеобразную игру со следствием — нарисовал во всю стену картину с замысловатым сюжетом. Следователи обнаруживают в шкафу маленькую дочь убитой, которой чудом удалось спастись, но ребёнок в шоке и даёт путаные показания. Первоначально под подозрение попадает ранее судимый брат жертвы. Однако, проанализировав все обстоятельства дела и применив метод Меглина, Есеня приходит к выводу, что мужчина — невиновен, и разгадка преступления кроется в странной живописи. |                                     |

Сеанс тринадцатый (22 ноября 2020)
| № серии | Цитата |
| --- | ------ |
| 4серия | TBA    |
| Есеня и Меглин понимают, почему маньяк убивает снова и снова, но по-прежнему не знают — кто он, ведь палач никак не связан с жертвами. Приблизиться к разгадке «идеального преступления» помогают картины, которые серийный убийца оставляет рядом с телами. Сюжет рисунков всё время повторяется и, в конце концов, сыщикам удаётся расшифровать эти визуальные послания. Однако, в то время как группа захвата готовится к задержанию подозреваемого, того успевают предупредить об опасности. Это даёт Есене основания подозревать, что «Ты меня не поймаешь» — ближе, чем она думает. |        |

Сеанс четырнадцатый (29 ноября 2020)
| № серии | Цитата                                    |
| --- | ----------------------------------------- |
| 5серия | «Рука бескорыстной помощи всегда в крови» |
| В тихом провинциальном городке происходит массовое убийство, жертвами которого становятся трое мужчин, жена одного из них, малолетняя дочь, а также местный бизнесмен. Под руку преступника попадает и случайный свидетель, сосед. Убийца всех расстрелял, а затем поджёг дом. Подробности этого дела шокируют жителей города: серьёзных преступлений в области не было уже семь лет. Мэр города просит прислать специалистов из Москвы, чтобы расследовать это дело по горячим следам. Есеня вынуждена поехать вместе с Меглиным, хотя её родные категорически против, да и отношения между напарниками — хуже не придумаешь. |                                           |

Сеанс пятнадцатый (6 декабря 2020)
| № серии | Цитата |
| --- | ------ |
| 6серия | TBA    |
| Меглин удивляет всех своим поведением — местные власти уверены, что им прислали из Москвы душевнобольного. Но даже в бредовых идеях Меглин находит ключ к разгадке преступления. Всё указывает на то, что убийца — осуждённый семь лет назад полицейский по прозвищу Леший. Однако Леший недавно умер в тюрьме. Пока Есеня и Меглин добиваются эксгумации тела полицейского, в городском парке выстрелом в лицо убивают местную проститутку. |        |

Сеанс шестнадцатый (13 декабря 2020)
| № серии | Цитата                                                    |
| --- | --------------------------------------------------------- |
| 7серия | «Терзаемый демонами мучает ближнего, сам того не понимая» |
| В небольшом провинциальном городе происходят страшные события: врачам не удаётся спасти жизнь молодой девушке, погибшей в результате сильной кровопотери. Девушка долгое время находилась в заточении: на её теле сделаны точные хирургические надрезы, зашитые разноцветными лентами. Убийца получает прозвище «Кукольник» по аналогии с серийным убийцей с идентичным почерком, действовавшим в крае несколько лет назад. Меглин с трудом вспоминает, что много лет назад он уже поймал «Кукольника», точнее — убил его. Неужели тогда Меглин ошибся!? |                                                           |

Сеанс семнадцатый (20 декабря 2020)
| № серии | Цитата |
| --- | ------ |
| 8серия | TBA    |
| Меглин, уверенный в том, что в городе действует подражатель, спасает подозреваемого, сторожа с кладбища, от линчевания. Мужчина был в числе подозреваемых и тогда, много лет назад, однако Родион научил его сопротивляться тяге к убийствам. Сторож видел машину «Кукольника», и готов её опознать, но ему никто не верит, кроме Меглина. Тем временем Есеня обнаруживает нечто общее у жертв: все девушки находились в состоянии первой влюблённости. |        |

Сеанс восемнадцатый (17 января 2021)
| № серии | Цитата                                                          |
| --- | --------------------------------------------------------------- |
| 9серия | «Убив одного, становишься преступником, убив миллионы — героем» |
| «Ты меня не поймаешь» убивает отца Есени. Всё указывает на то, что ТМНП — это сам Меглин. Ему приходится скрываться. Есеня отправляется расследовать очередную серию убийств без напарника. Похоже, что преступления совершает не один серийный убийца, а разные люди. Кроме того, кто-то выкладывает шокирующий контент в сеть в прямом эфире. На месте преступления в машину к Есене садится Меглин. Он утверждает, что он не убивал её отца, но можно ли ему верить!? |                                                                 |

Сеанс девятнадцатый (24 января 2021)
| № серии | Цитата |
| --- | ------ |
| 10серия | TBA    |
| На местах убийств Есеня обнаруживает странные цифры, которые складываются в дату 20.04.99. Это день массового расстрела в американской школе «Колумбайн». На первый взгляд, между преступлениями нет ничего общего. Однако Есене удаётся найти закономерность. Меглин помогает ей в расследовании, а Есеня, в свою очередь, укрывает опального напарника от следствия. Однако, кто-то узнаёт, где прячется Меглин, и совершает на него покушение. |        |

Сеанс двадцатый (7 февраля 2021)
| № серии | Цитата                                |
| --- | ------------------------------------- |
| 11серия | «Будь собой, остальных уже разобрали» |
| На берегу реки найдены фрагменты тел девушек. Есене при помощи Меглина удаётся идентифицировать убитых. Следствие приходит к выводу, что все они стали жертвами объявившегося в округе серийного убийцы. Оперативникам даже удаётся составить фоторобот маньяка, однако на деле всё оказывается не так просто. Тогда Есеня решает поймать преступника «на живца». Она самолично отбирает девушек в спортивном клубе, где те проходят курсы самообороны. |                                       |

Сеанс двадцать первый (14 февраля 2021)
| № серии | Цитата |
| --- | ------ |
| 12серия | TBA    |
| Очередной жертве серийного убийцы чудом удаётся спастись, сбежав. Девушка хочет скрыть этот факт ото всех, однако прозорливый Меглин догадывается, что она была с тем, кого они ищут. Есеня обнаруживает на пальцах девушки характерные синяки. Чтобы поймать маньяка, Есеня решает сама стать приманкой. |        |

Сеанс двадцать второй (21 февраля 2021)
| № серии | Цитата                                                   |
| --- | -------------------------------------------------------- |
| 13серия | «Когда меня освободят, я просто окажусь в другой тюрьме» |
| В поле под Вологдой обнаружено тело иностранца. Всех удивляет способ убийства. Меглин сдается полиции. На период следствия его помещают в тюрьму, где ему угрожает опасность. Тем временем, на автобусной остановке обнаружен француз с признаками обморожения. Он в коме и не может дать показаний. Евгений настаивает на участии Меглина в новом расследовании. Он продолжает шантажировать Есению ребенком, пытаясь заставить убить Меглина. |                                                          |

Сеанс двадцать третий (28 февраля 2021)
| № серии | Цитата |
| --- | ------ |
| 14серия | TBA    |
| В разговорах, Есеня признается Меглину, что не делала экспертизу, и не знает точно от кого у нее дочь. Работница гостиницы Надежда рассказывает, что настоящие хозяева гостиницы Начальник полиции Широков и его жена. Есеня понимает, что они скрывали ранее происходившие преступления. Меглин пишет признание в убийстве Андрея Стеклова, отца Есении, и передает его Евгению, с требованием вернуть дочку. Усомнившись, тот делает анализ ДНК на отцовство. Есению похищают и пытаются сжечь в стогу, вместе с иностранцем, но Меглин успевает прийти на помощь. На место преступления приезжает Осмысловский, с результатами ДНК. Он склоняет Евгению, застрелить Меглина, при попытке к бегству. Есения в перестрелке убивает Евгения Осмысловского, а результаты анализов ДНК сжигает, так и не открыв конверт. Они с Меглиным получают звонок от «Ты меня не поймаешь». |        |

Сеанс двадцать четвёртый (21 марта 2021)
| № серии | Цитата                      |
| --- | --------------------------- |
| 15серия | «Ад пуст, все демоны здесь» |
| Есеня оказывается в тюрьме по обвинению в убийстве «Ты меня не поймаешь». Однако теперь у неё есть все основания полагать, что она убила не того. Есеня бежит из-под стражи, чтобы, наконец, во всём разобраться. Она находит Меглина, который тоже вынужден прятаться, и свою дочь. Теперь они оба вне закона. Кроме того в городе объявляются серийные убийцы, которые лишают жизни преступников, избежавших наказания, и теперь Меглина и Есеню подстерегает новая опасность. |                             |

Сеанс двадцать пятый (28 марта 2021)
| № серии | Цитата |
| --- | ------ |
| 16серия | TBA    |
| Чтобы доказать, что «народные мстители» — это не они, Меглин и Есеня отправляются на поиски настоящих убийц. Они ещё не подозревают, что таким образом ими ловко манипулирует «Ты меня не поймаешь», чтобы заманить напарников в смертоносную ловушку. |        |

## Прообразы
Продюсеры сериала подчёркивают, что «Метод» является самостоятельным и самобытным произведением, не имеющим близких аналогов. Создатели российского сериала отрицают тесную связь их работы с «Декстером», подтверждая некоторую общность с сериалом «Настоящий детектив». Прообразы главных героев частично заимствованы из фильма «Достучаться до небес»: припадки героя Хабенского и боязнь, перерастающая в привязанность, героини Андреевой.
Прообразами маньяков стали Анатолий Седых (2-я серия), Алексей Суклетин (3-я серия), Анатолий Сливко (4-я серия), Дмитрий Лебедь (8-я серия), Василий Кулик (9-я серия) и Андрей Евсеев (10-я серия); в 11-й серии, возможно, описаны события, случившиеся в московской школе № 263.
Персонаж Алексея Серебрякова (маньяк «Стрелок») является отсылкой к Анатолию Оноприенко: в частности, он повторяет его слова из интервью «Я феномен, меня изучать нужно…», а также «рисует» крест из жертв.
7-я серия с маньяком «Субботником» имеет прямые отсылки к уголовному делу Академовских маньяков с рядом намеренных сценарных искажений (1 преступник вместо двух, политические убеждения и мотивация). Помимо этого есть много общих черт и с делом Александра Пичушкина, также известным как «Битцевский маньяк» (убийства асоциальных элементов, орудие убийства, мотивация).
Продюсер сериала Александр Цекало в интервью Юрию Дудю подтвердил, что все истории маньяков из сериала основаны на реальных событиях.

## Съёмки
Съёмки проходили преимущественно в Нижнем Новгороде, Нижегородской области и Москве.
В марте 2017 года Александр Цекало заявил о том, что съёмки второго сезона должны были начаться в июле 2017 года. В октябре 2017 года Константин Эрнст сказал, что съёмки были ненадолго отложены по причине съёмок другого сериала Цекало и Эрнста «Троцкий», в котором главную роль также играет Константин Хабенский. В итоге съёмки второго сезона стартовали в мае 2018 года.
По словам Цекало, ещё в день закрытой премьеры первого сезона в «Пионере» Эрнст и он начали вести переговоры с Константином Хабенским о его участии во втором сезоне сериала. В апреле 2018 года в интервью Юрию Дудю Хабенский подтвердил, что примет участие в новом сезоне.

## Саундтрек
Музыку к многосерийному фильму написал Райан Оттер. Список композиций:
1. Pre Pairing
2. Firebird '69
3. Distant
4. Some Sorrow
5. Suspect 06
6. Monster
7. Outro Titles

## Продажа Netflix
1 марта 2017 года Александр Цекало заявил о продаже прав на трансляцию сериала за рубежом компании Netflix.
«Мажор» и другие сериалы заметили потому, что мы произвели многосерийные фильмы на международном уровне. Мы озабочены тем, как удивить, как порадовать зрителя интересным сюжетом, как дать зрителю испытать эмоцию. Мы производим не сериалы, мы производим эмоции».Александр Цекало

## Оценки

### Положительная оценка
Смотреть на это всё интересно, моментами — даже немного страшно, благодаря напряжённому монтажу в сценах погонь и убийств. Но пока не покидает это самое ощущение «экспериментальности» — нарочитой сконструированности, в угоду которой опускаются детали и выхолащиваются характеры (при более спокойном темпе они могли бы, наверное, стать значительно живее и глубже).Наиля Голдман («Афиша Daily»)
Отечественный правоохранительный работник действует не за благодарность, а за идею. Если угадал — власть не похвалит, если ошибся — в полиции он не числился. Завершение карьеры гениального детектива или справедливого маньяка за рубежом — одинокая старость на свободе. Конец русского — в жёлтом доме. Однако антикризисная многожанровая схема «Метода» оставляет надежду: Есения одна не останется, а талант Константина Хабенского найдёт себе применение и в новом сезоне.Максим Казючиц («Искусство кино»)
А вот с чем сериалу откровенно повезло, так это с шикарным актёрским составом. Не хочется подчеркивать отчётливый «минус» — абсолютное отсутствие химии между Хабенским и Андреевой, — но по отдельности практически все актёры заслуживают похвалы. И касается это не только ведущих персонажей, в дальнейшем из серии в серию будут появляться столь же яркие герои эпизода, каким был Цекало в пилотном эпизоде. И это не позволяет махнуть рукой на просмотр.Евгений Ухов («Film.ru»)

### Критика
То, чем занимается Меглин, — при свидетелях, при наличии законной власти, — это, безусловно, не «Декстер», тут авторы правы; это какая-то смесь беззакония и архаики, которая позволяет творить произвол, ссылаясь на высшую справедливость или на «правоту большинства». И этот «метод», который предлагают нам авторы сериала, как раз вполне традиционен, ничего нового.Андрей Архангельский («Огонёк»)
Ну да, конечно — всё можно списать на то, что это сказка. В развлекательном жанре всё сказки — и «Молчание ягнят», и романы Акунина, и фильмы про Бэтмена. Вот только в хороших сказках не спотыкаешься на каждом шагу. Я вот абсолютно верю, например, сериалу «Доктор Хаус» (первое, что в голову пришло): понятно, что не могут в одной больнице сразу сойтись все 150 редчайших болезней, какие существуют на свете, но всё равно это выглядит очень естественно и убедительно, и ты, понимая, что с тобой играют, с радостью соглашаешься на игру. В данном случае — ничего подобного.Денис Корсаков («Комсомольская правда»)
Герой Хабенского же, по первому впечатлению, способен мотивировать разве что на безудержное пьянство. При этом трагедии условного Рэя Велкоро в нём не чувствуется, а незаурядные профессиональные способности — то ли дедуктивные, то ли экстрасенсорные — кажутся откровенно притянутыми за уши.Шамиль Керашев («Российская газета»)
Подобная неопределённость, всеядность, а оттого лёгкая растерянность свойственна «Методу» в целом. Слишком запутанная структура, обрывочные флешбэки, многозначительные эпиграфы с одной стороны и прямолинейно-догматичные концовки эпизодов с другой – всё это скорее тормозит, чем двигает сюжет вперёд. Размывает основной конфликт, точнее даже два конфликта: между Есенией и отцом (Виталий Кищенко) и между ним же и Меглиным. Превращая «Метод» из психологического триллера в череду мелких происшествий.«GQ»
После пресс-показа первых серий второго сезона Павел Воронков из Газета.Ru назвал продолжение «безнадёжно устаревшим» и «нежеланным ребёнком, с которым приходится возиться». Обозреватель Комсомольской правды Сергей Ефимов в своём сравнении пошёл ещё дальше, назвав сезон «переношенным и мертворождённым ребёнком», отмечая, что у его создателей сериала было пять лет с момента выхода первого сезона, и этого времени было достаточно на проработку сценария. Обозреватель Tricolor TV Magazine Ольга Дубро похвалила актёрскую игру Константина Хабенского («Пожалуй, единственное, в чем второй сезон не уступает предыдущему») и предложила «смириться с тем, что редко кто умеет противостоять соблазну взять хорошее кино и всё испортить продолжением».

## Награды
- 2016 — 3 премии ТЭФИ в категориях «Телевизионный фильм/сериал», «Лучший актёр телевизионного фильма/сериала» (Константин Хабенский), «Телевизионный продюсер сезона» (Александру Цекало за создание ряда сериалов).
- 2016 — 3 приза Ассоциации продюсеров кино и телевидения в категориях «Лучший актёр телевизионного фильма/сериала» (Константин Хабенский), «Лучшая работа режиссёра монтажа» (Максим Полинский, Николай Булыгин), «Лучшая работа звукорежиссёра» (Михаил Алексеенков, Игорь Иншаков, Игорь Денисов).
- 2016 — премия «Слово» в категории «Лучший сценарий телевизионного фильма» (Дмитрий Иванов, Олег Маловичко).
- 2016 — премия «Жорж» в категории «Российский сериал года (драма)».
- 2016 — премия Нью-Йоркского кинофестиваля в категории «Криминальная драма»[26].
- 2016 — платиновая награда Хьюстонского международного кинофестиваля[англ.][27].